# Laser engineered net shaping
La Laser engineered net shaping o LENS è una tecnologia di prototipazione rapida sviluppata dal Sandia National Laboratories che consente di fabbricare componenti metallici direttamente da un modello CAD depositando fili o polvere metallici in una poltiglia di metallo generata dall'azione di un fascio laser di elevata potenza (dai 400W ai 3 kW) sulla superficie superiore di un substrato metallico preventivamente depositato su una piattaforma. È una tecnologia facente parte della categoria DED (Direct Energy Deposition).

## Fasi del processo
1. Su una piattaforma è depositato un substrato metallico
2. Un fascio laser di elevata potenza, opportunamente focalizzato tramite un sistema di lenti, colpisce il substrato e ne fonde la superficie, producendo una poltiglia fusa
3. Tramite una testa di deposizione a grafica raster disposta coassialmente al fascio laser si depositano fili metallici o polvere metallica nella poltiglia per aumentarne il volume
4. Una tavola movimentata nel piano XY provvede a disegnare i contorni della sezione per ogni strato
5. Completata la solidificazione di uno strato, la tavola si sposta verticalmente verso l'alto e il ciclo ricomincia

Per proteggere la poltiglia dall'ossigeno dell'atmosfera e favorire l'aderenza tra strato e strato si utilizza gas inerte, che consente anche un controllo delle caratteristiche del materiale in solidificazione.

## Applicazioni
Tramite la LENS è possibile ottenere una vasta gamma di componenti metallici a densità piena in rame, alluminio, acciaio inox, titanio quali parti per aeroplani, protesi mediche e utensili per lo stampaggio a iniezione. Interessante è anche la possibilità di modificare dinamicamente la composizione del materiale, producendo, alla fine, pezzi con caratteristiche che si escluderebbero vicendevolmente usando i tradizionali metodi di fabbricazione.
I prodotti ottenuti mediante LENS sono "near net shape", ovvero prodotti quasi finiti, che richiedono comunque un post-trattamento.